# Jang Keun-suk
Jang Geun-suk (hangul: 장근석, hanja: 張根碩; Chungcheong del Norte, Corea del Sur, 4 de agosto de 1987) es un actor y cantante surcoreano.

## Biografía
Jang Geun-suk Suk nació el 4 de agosto de 1987 en Seúl
Corea del sur siendo hijo único.
Inició su servicio militar obligatorio el 16 de julio de 2018, el cual finalizó el 29 de mayo de 2020.

## Carrera
Es miembro de la agencia Craft 42.

### Modelaje
Comenzó su carrera desde la temprana edad de cinco años como modelo infantil tras ser descubierto por una agencia de entretenimiento y desde entonces ha obtenido notable popularidad tanto en su país de origen, como en gran parte del mundo, donde se le ha visto crecer y desarrollarse a lo largo de los años en diferentes series de televisión, películas, anuncios publicitarios y como presentador en programas de televisión y premiaciones.

### Televisión
Debutó en televisión como actor en la serie de cable Selling Happiness de 1997 con 10 años. Posteriormente obtuvo diferentes participaciones en diversas producciones tanto locales como de países cercanos, como el largometraje japonés de terror One Missed Call: Final con Maki Horikita y Meisa Kuroki. Un año después se inició como presentador de Inkigayo (2007) junto a Kim Hee Chul de Super Junior. Pero su salto a la fama internacional se materializó tras el lanzamiento de la serie You're Beautiful emitida en  2009 y que fue trasmitida con gran popularidad en diferentes países, donde personificaba a un cantante de K-pop.
En julio de 2021 se anunció que estaba en pláticas para unirse al elenco de la serie Unexpected Country Diary, sin embargo en septiembre del mismo año, se anunció que había decidido rechazar el drama.

### Musicales
Keun Suk debutó como cantante en 2010 con su primer sencillo "Let me cry" en japonés, el cual obtuvo el primer lugar en el Oricon japonés, convirtiéndose en el primer artista extranjero en debutar como número uno, posteriormente lanzó su primer álbum "Crazy Crazy" y en 2013 su segundo álbum "Nature boy"; finalmente en 2015 salió su tercer álbum "Monochrome" del cual su primer sencillo es "Hidamari". 
Pero no solo ha cantado como solista si no que junto con el DJ Big Brother formó un dúo llamado TEAM H, sumando otros tres álbumes: el primero "Lounge H", lanzado en 2011, "I just wanna have fun" en 2013 y por último en 2014 salió el álbum "Driving to the highway".

## Vida personal
Jang comenzó su servicio militar obligatorio el 16 de julio de 2018. Se desempeñó como trabajador social luego de su diagnóstico de trastorno bipolar en 2011, que lo clasificó como no elegible para el servicio activo en el ejército. Sirvió en la Sede Metropolitana de Bomberos y Desastres de Seúl y completó su servicio militar el 29 de mayo de 2020.

## Filmografía

### Películas
- One Missed Call: Final (着信アリ ファイナル; 2006)
- The Happy Life (즐거운 인생; 2007)
- Crazy Waiting (기다리다 미쳐; 2008)
- Do Re Mi Fa So La Ti Do (도레미파솔라시도; 2008)
- Baby and I (아기와 나; 2008)
- The Case of Itaewon Homicide (이태원 살인사건; 2009)
- You're My Pet (너는 펫; 2011)[23]
- Human, Space, time and Human  (인간, 공간, 시간 그리고 인간  2018)

### Televisión
- Selling Happiness (행복도 팝니다; 1997)
- Hug (포옹; 1998)
- Hada Keommi (요정 컴미; 2001)
- Four Sisters (네 자매 이야기; 2001)
- Ladies of the Palace (여인천하; 2001-2002)
- Ten Lucks in My Life (내 인생의 럭키텐; 2002)
- Orange (오렌지; 2002)
- The Great Ambition (대망; 2002-2003)
- The Owl Museum (부엉이박물관; 2003)
- Nonstop 4 (논스톱 4; 2003-2004)
- Lovers in Prague  (프라하의 연인; 2005)
- Alien Teacher (에일리언 샘; 2006)
- Hwang Jini (황진이; 2006)
- Hong Gil Dong (쾌도홍길동; 2008)
- Beethoven Virus (베토벤 바이러스; 2008)
- You're Beautiful (미남이시네요; 2009)
- Mary Stayed Out All Night (매리는 외박중; 2010)
- Ikemen Desu Ne (美男ですね; 2011).[24]
- Love Rain (사랑비; 2012)[25]
- Bel Ami (예쁜 남자; 2013-2014)[26]
- Jackpot (대박; 2016).[27]
- Switch (스위치; 2018).

### Doblaje
- El planeta del tesoro (보물성; 2003)
- Niko – Lentäjän poika (니코; 2008)

### Shows de variedades
Presentador
- SK Telecom - Melon Concert (SK텔레콤 멜론콘서트; 2005)
- What's up (2005)
- 6PM & Channel Blue (여섯시&채널블루; 2005)
- Thursday Dates (목요일은 연애중; 2005)
- MBC Saurday: Manga (MBC 토요일: 순정만화; 2005)
- Concierto a beneficio del Tsunami de 2004 (한일 합동 쓰나미 구호 자선콘서트; 2005)
- Jang Keun Suk's TU4U (장근석의 TU4U; 2006)
- Box Office (박스오피스; 2006)
- Inkigayo (인기가요; 2007)
- Mnet 20's choice (엠넷 투애니스 초이스; 2008)
- MelOn Music Awards (멜론 뮤직 어워드; 2009)
- SBS Drama Awards (SBS 연기대상; 2009)
- Produce 101 (프로듀스 101; 2016)
- SBS Drama Awards (SBS 연기대상; 2016)

Invitado
- Happy Camp (快乐大本营; 16 de junio de 2012)
- The Return of Superman (슈퍼맨이 돌아왔다; 10 de agosto y 12 de octubre de 2014)

Videojockey
- Inkigayo (인기가요; 2001-2002)
- KMTV Add M/V (KMTV 애드뮤비; 2002-2003)
- SK Telecom National Starting Concert (SK텔레콤 전국 스타팅 콘서트; 2002-2004)
- YTN Jang Keun Suk's Bbaenjil Bbaenjil (YTN 장근석의 뺀질뺀질; 2004-2005)

## Radiodifusión

### Programas de radio
- Young Street (영스트리트; 2004-2005)

## Obras de teatro

### Musicales
- Hercules (헤라클레스; 2005)
- Theseus (테세우스; 2004)

## Premios
- 26th Japan Gold Disc Awards: Mejor 3 nuevos artistas (con 2PM y B2ST)[28]
- 10th IFPI Hong Kong Record Sales Awards: Mejor Venta Venta - The Lounge H Vol. 1 (con XBig Brother)
- 10th IFPI Hong Kong Record Sales Awards: Mejor Álbum de Corea - The Lounge H Vol. 1 (con XBig Brother)
- 48th SBS Annual Baeksang Arts Awards: Premio de la Popularidad Male - You're My Pet
- 2012 Huading Awards: Top 100 celebridades asiáticas
- 2011 China Music Award & Asian Influential Awards: 15.ª edición "Artista coreano más influyente".
- 2010 KBS Drama Awards: Mejor Pareja junto a Moon Geun Young (Mary Stayed Out All Night).
- 2010 Yahoo! Asia Buzz Awards: Top Buzz Premio Estrella Masculina Corea & Top Buzz Premio Estrella Maculina Asia.
- 2009 SBS Drama Awards: Premio Estrella Top Diez (You're Beautiful).
- 2009 SBS Drama Awards: Premio Netizen Mayor Popularidad (You're Beautiful).
- 2008 KBS Drama Awards: Premio Actor Popular (Hong Gil Dong).
- 2008 SBS 44th Annual Baeksang Arts Awards: Mejor Nuevo Actor por Happy Life.
- 2008 MBC Drama Awards: Premio Actor Popular (Beethoven Virus).
- 2007 KBS Drama Awards: Mejor Pareja con Sung Yu Ri por Hong Gil Dong.
- 2006 MNet Top 100: Hombre Adorable-Apuesto 29.
- 2006 KBS Performance Awards: Mejor Pareja con Ha Ji Won por Hwang Jini.